# 波斯尼亚和黑塞哥维那国歌
《波斯尼亚和黑塞哥维那国歌》，又称《连音符》（Intermeco, Intermezzo），是目前波黑的国歌。根据1999年6月25日颁布的《波斯尼亚和黑塞哥维那国歌法》确定的国歌，以取代1992年以来一直作为国歌的《统一的国家》，《统一的国家》是以当地流行的民歌为曲调，但歌词忽视了作为波斯尼亚和黑塞哥维那的少数民族塞尔维亚人和克罗地亚人，因此用杜珊·塞斯蒂克作曲的新歌取代，但未填入歌词。因此，《波士尼亞赫塞哥維納國歌》成為目前僅存「有曲無詞」的四首國歌之一，另外三首分別為聖馬利諾的《共和國國歌》、科索沃的《歐洲》與西班牙的《皇家進行曲》。